# Enrique Cuenca
Enrique Cuenca est un ancien arbitre péruvien de football des années 1930 et années 1940.

## Carrière
Il a officié dans des compétitions majeures : 
- Copa América 1939 (4 matchs)
- Copa América 1942 (3 matchs)